# Louis-Augustin Blondel
Louis-Augustin Blondel (ur. 20 listopada 1696 w Semur-en-Auxois, zm. 13 grudnia 1791 w Paryżu) – francuski dyplomata i wojskowy. 
W latach 1749–1750 był francuskim ambasadorem przy wiedeńskim dworze.